# Zeitschrift für Umweltpolitik & Umweltrecht
Die Zeitschrift für Umweltpolitik & Umweltrecht (ZfU) ist eine internationale Fachzeitschrift zum Thema Umweltpolitik und -recht.

## Inhalt
Die ZfU veröffentlicht Aufsätze und Abhandlungen zu Themen des Umweltrechts in deutscher und englischer Sprache. Dabei spielen wirtschaftliche, rechtliche, sozialwissenschaftliche und ökologische Fragen der Umweltqualität, umweltpolitische Konzepte, deren umweltrechtliche Umsetzung und der fachliche Austausch eine Rolle. Die Autoren sind zumeist Wissenschaftler und Politiker, die im Fachgebiet tätig sind.

## Erscheinungsweise / Herausgeber / Beirat
Die ZfU wurde 1975 u. a. von Klaus Töpfer gegründet und erscheint seit 2002 quartalsweise. Verantwortlich für den Inhalt ist Reimund Schwarze. Das Herausgeber-Gremium besteht aus Andreas Diekmann, Edeltraud Günther, Ekkehard Hofmann, Eckard Rehbinder, Dirk Rübbelke und Jale Tosun.
Dem Herausgeber-Beirat gehören an:
- Wolfgang Buchholz, Fakultät Wirtschaftswissenschaften, Lehrstuhl für Finanzwissenschaft insbes. Umweltökonomie, Universität Regensburg;
- Thomas Dyllick, Institut für Wirtschaft und Ökologie, Universität St. Gallen
- Alfred Endres, FB Wirtschaftswissenschaft, FernUniversität Hagen;
- Erik Gawel, Helmholtz-Zentrum für Umweltforschung - UFZ und Universität Leipzig, Institut für Infrastruktur und Ressourcenmanagement;
- Franz-Theo Gottwald, Vorstand, Schweisfurth-Stiftung;
- Konrad Hagedorn, Lebenswissenschaftlichen Fakultät, Humboldt-Universität zu Berlin;
- Ulrich Hampicke, Botanisches Institut, Universität Greifswald;
- Klaus Jacob, Forschungsstelle für Umweltpolitik, Freie Universität Berlin;
- Martin Jänicke, Forschungsstelle für Umweltpolitik, Freie Universität Berlin
- Hans-Jochen Luhmann, Wuppertal Institut,
- Klaus Töpfer, Institut for Advanced Sustainability Studies - IASS Potsdam;
- Patrick Velte, Institut für Management, Accounting & Finance, Leuphana Universität Lüneburg;
- Stefan Vögele, Institut für Energie- und Klimaforschung, Forschungszentrum Jülich

Die Zeitschrift wird vom Deutschen Fachverlag mit Sitz in Frankfurt am Main verlegt. Sie ist als Onlineversion verfügbar und wird auch als Modul im Rahmen von Fachabonnements angeboten.